# Comico

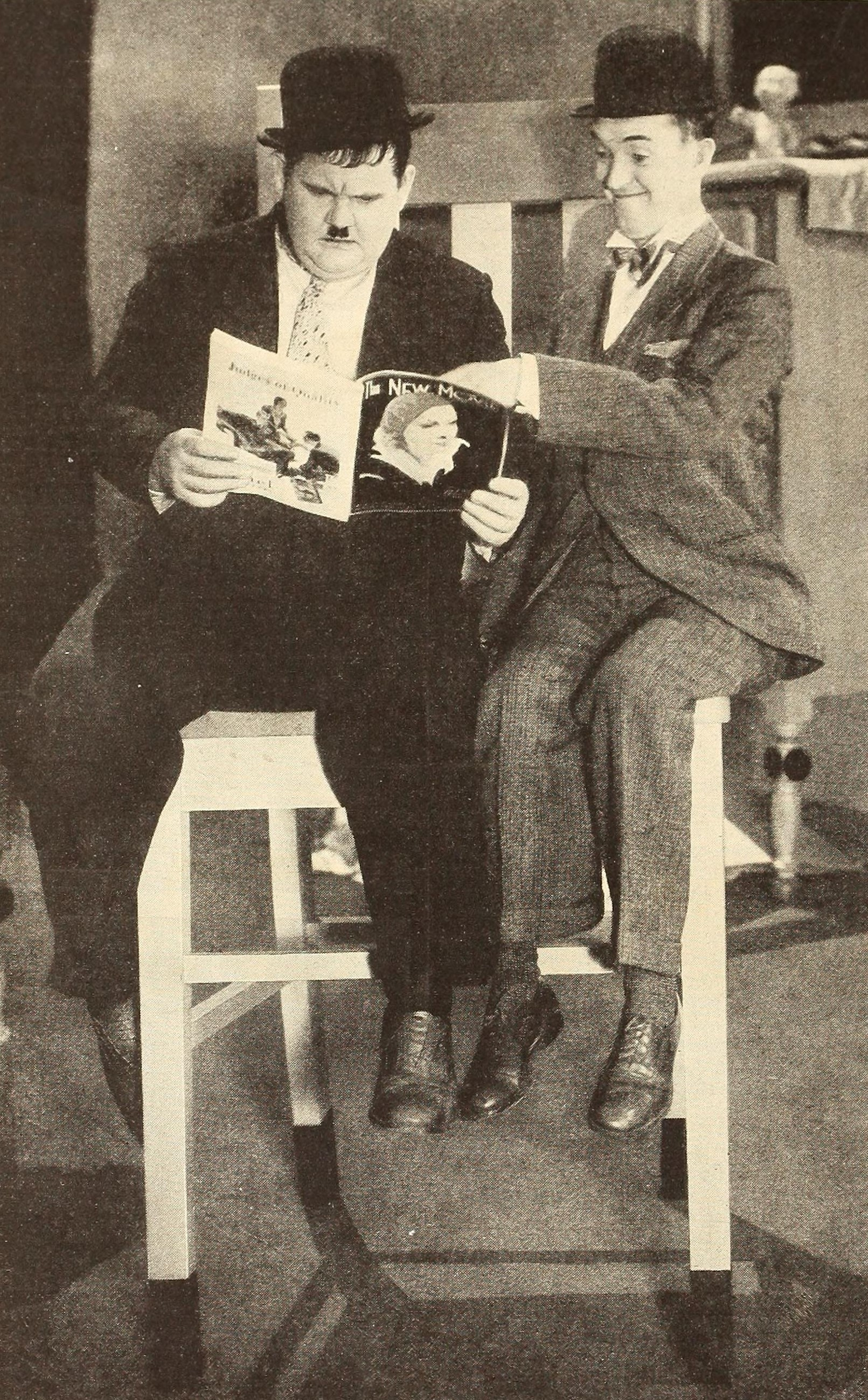
Stanlio e Ollio, una delle più famose coppie di comici

Un comico è un artista che intrattiene un pubblico cercando di farlo ridere con battute, racconti, situazioni divertenti o comportandosi in modo divertente (come in una farsa).
A volte il comico si rivolge direttamente al pubblico, abbattendo quindi la cosiddetta quarta parete: in questi casi si parla di stand-up comedy. Spesso, per risultare efficace, l'interpretazione del comico necessita di una spalla, che porga le battute e interagisca con il protagonista della scena. Per questa ragione, oltre ai comici solisti, sono frequenti anche duo o terzetti di comici.

## Storia
Aristofane, autore comico e drammaturgo del V secolo a.C., scrisse quaranta commedie, undici delle quali sopravvissute e ancora rappresentate. Lo stile comico di Aristofane prese prevalentemente la forma di opere satiriche.
La comicità moderna ha le sue radici nel Regno Unito nei teatri del 1850, dove Charlie Chaplin, Stan Laurel e Dan Leno si esibirono per la prima volta, guidati dal comico e impresario teatrale Fred Karno, che sviluppò una forma di sketch comedy senza dialoghi nel 1890 e fu anche pioniere della commedia slapstick. La standup comedy americana emerse nel contesto del teatro vaudeville dagli anni 1880 agli anni 1930, con comici come W.C. Fields, Buster Keaton e i Fratelli Marx.

## Media

### Cinema

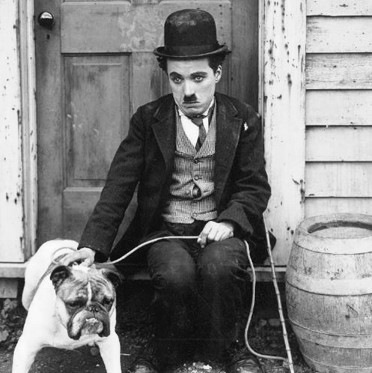
Charlie Chaplin in Charlot boxeur, 1915

Fred Karno portò Chaplin e Laurel in due viaggi negli Stati Uniti per farli esibire nel circuito dei teatri vaudeville. Nel corso del secondo viaggio, vennero reclutati dalla neonata industria del cinema muto. Chaplin divenne il comico cinematografico più popolare della prima metà del XX secolo. Nella sua biografia Laurel ha dichiarato: "Fred Karno non ha insegnato a me e a Charlie [Chaplin] tutto ciò che sappiamo sulla commedia, ma ce ne ha insegnato la maggior parte". Chaplin in seguito scrisse film come Tempi moderni e Il monello. I suoi film hanno ancora un forte impatto sulla comicità nei film di oggi.
Stan Laurel incontrò Oliver Hardy negli Stati Uniti e iniziò con lui una lunga e proficua collaborazione. Anche Buster Keaton iniziò a fare film muti.
W.C. Fields è apparso in commedie musicali di Broadway, tre film muti nel 1915 e 1925 e in film sonori a partire dal 1926. Anche i fratelli Marx passarono al cinema nel 1929, attraverso due musical di Broadway.
Molti altri comici realizzarono film sonori, tra cui Bob Hope (sia da solo sia con il partner Bing Crosby), il ventriloquo Edgar Bergen e Jerry Lewis (con o senza il partner Dean Martin).

### Televisione
La comicità in televisione comprende veri e propri spettacoli di cabaret, composti anche di una parte comica, o talk show in cui i comici prendono in giro le notizie di attualità o argomenti popolari come il David Letterman Show. Uno spettacolo influente nell'ambito della comicità televisiva fu il Monty Python's Flying Circus, che a sua volta influenzò il Saturday Night Live. Un altro format comico popolare in televisione è quello della sit-com.